# Ань-Ань
Ань-Ань — большая панда из коллекции московского зоопарка 1960—1970 годов.

## Биография
Ань-Ань родился в 1957 году в Китае, из которого потом был направлен в Московский зоопарк. Вместе с ним в зоопарк отправилась и Чи-Чи, после чего они решили соединить Ань-Аня и Чи-Чи, но попытка не увенчалась успехом. Зоопарк подумал, что им достались 2 самца, и спустя неделю они отправили Чи-Чи обратно в Китай, а Ань-Аня решили оставить. Впоследствии Ань-Ань стал одним из любимых животных Московского зоопарка.

## Второе соединение с Чи-Чи
В 1966 году Ань-Аня отправили в Лондонский зоопарк для того, чтобы снова попробовать соединить его с Чи-Чи. Прибывание Ань-Аня в Лондонском зоопарке длилось полгода, и попытка опять не увенчалась успехом. В результате его отправили обратно в Московский зоопарк. Причиной второго провала послужило то, что Ань-Ань был очень скучным для Чи-Чи, и он ей так не понравился, что они однажды подрались.

## Третье соединение с Чи-Чи
В 1968 году, уже в третий раз, Ань-Аня попробовали соединить с Чи-Чи. На этот раз уже Чи-Чи отправили в Московский зоопарк, и попытка соединить Ань-Аня с Чи-Чи снова провалилась.

## Последние годы жизни
В последние годы жизни с Ань-Анем не происходило ничего примечательного. За исключением того, что кроме бамбука его обучили есть еловые листья и манную кашу. Ань-Ань умер в 1972 году от инфаркта, на момент смерти ему было 15 лет.